# Pulvérières
Pulvérières est une commune française située dans le département du Puy-de-Dôme, en région Auvergne-Rhône-Alpes.

## Géographie

### Localisation
Commune du Massif central située dans l'aire d'attraction de Clermont-Ferrand, au nord-ouest de Clermont-Ferrand.
Ses communes limitrophes sont :
|                  | Manzat      | Charbonnières-les-Varennes |
| Chapdes-Beaufort | Pulvérières |                            |
|                  | Saint-Ours  |                            |

### Climat
Pour des articles plus généraux, voir Climat d'Auvergne-Rhône-Alpes et Climat du Puy-de-Dôme.
En 2010, le climat de la commune est de type climat des marges montargnardes, selon une étude du Centre national de la recherche scientifique s'appuyant sur une série de données couvrant la période 1971-2000. En 2020, Météo-France publie une typologie des climats de la France métropolitaine dans laquelle la commune est exposée à un climat de montagne ou de marges de montagne et est dans la région climatique  Ouest et nord-ouest du Massif Central, caractérisée par une pluviométrie annuelle de 900 à 1 500 mm, maximale en automne et en hiver. 
Pour la période 1971-2000, la température annuelle moyenne est de 8,3 °C, avec une amplitude thermique annuelle de 14,8 °C. Le cumul annuel moyen de précipitations est de 943 mm, avec 10,1 jours de précipitations en janvier et 8,7 jours en juillet. Pour la période 1991-2020, la température moyenne annuelle observée sur la station météorologique de Météo-France la plus proche, « Sayat_sapc », sur la commune de Sayat à 13 km à vol d'oiseau, est de 11,2 °C et le cumul annuel moyen de précipitations est de 776,1 mm,. Pour l'avenir, les paramètres climatiques de la commune estimés pour 2050 selon différents scénarios d'émission de gaz à effet de serre sont consultables sur un site dédié publié par Météo-France en novembre 2022.

## Urbanisme

### Typologie
Au 1er janvier 2024, Pulvérières est catégorisée commune rurale à habitat dispersé, selon la nouvelle grille communale de densité à sept niveaux définie par l'Insee en 2022.
Elle est située hors unité urbaine. Par ailleurs la commune fait partie de l'aire d'attraction de Clermont-Ferrand, dont elle est une commune de la couronne,. Cette aire, qui regroupe 209 communes, est catégorisée dans les aires de 200 000 à moins de 700 000 habitants,.

### Occupation des sols
L'occupation des sols de la commune, telle qu'elle ressort de la base de données européenne d’occupation biophysique des sols Corine Land Cover (CLC), est marquée par l'importance des territoires agricoles (79,7 % en 2018), en augmentation par rapport à 1990 (71,3 %). La répartition détaillée en 2018 est la suivante : zones agricoles hétérogènes (48,6 %), prairies (31 %), forêts (15 %), zones industrielles ou commerciales et réseaux de communication (3 %), zones urbanisées (2,3 %). L'évolution de l’occupation des sols de la commune et de ses infrastructures peut être observée sur les différentes représentations cartographiques du territoire : la carte de Cassini (XVIIIe siècle), la carte d'état-major (1820-1866) et les cartes ou photos aériennes de l'IGN pour la période actuelle (1950 à aujourd'hui).

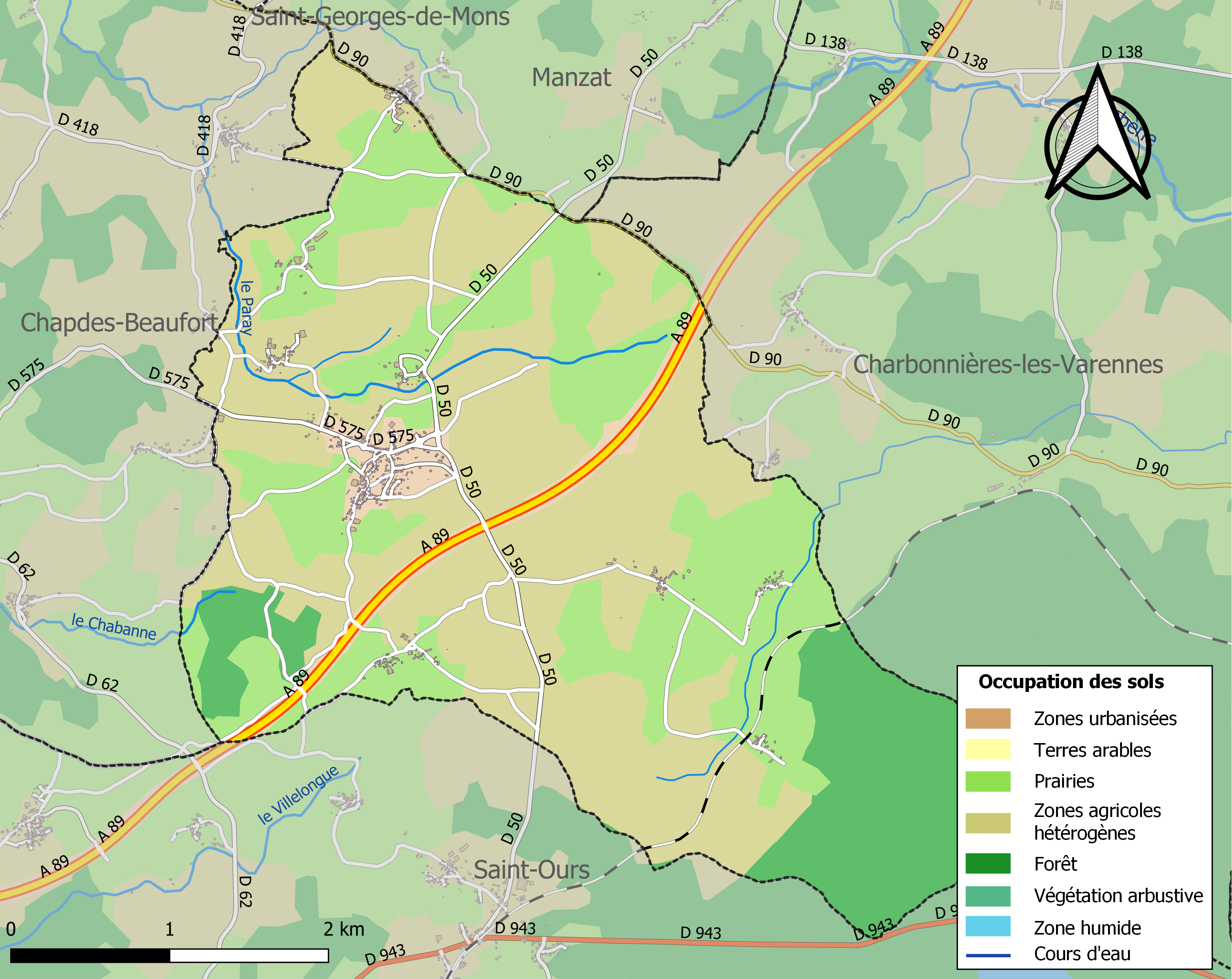
Carte des infrastructures et de l'occupation des sols de la commune en 2018 (CLC).

### Voies de communication et transports
La commune est traversée par les routes départementales 50 (reliant Manzat au nord au Vauriat, commune de Saint-Ours, au sud), 90 (à cheval avec la commune de Manzat, au nord de la commune, et desservant le lieu-dit Blanchet), et 575 (vers Chapdes-Beaufort, à l'ouest). L'autoroute A89 reliant Bordeaux à Lyon passe sur le territoire communal.
Pulvérières est desservie par le transport à la demande du réseau RLV Mobilités permettant aux usagers de rejoindre Enval, Marsat, Mozac, Riom ou tout autre point d'arrêt de la zone TAD 1 couvrant les communes de l'ouest de la communauté d'agglomération.

## Histoire
Pulvérières est devenue une commune à part entière par démembrement de la commune de Chapdes-Beaufort, à la suite de la loi du 2 décembre 1881.

## Politique et administration
| Période                                  | Période                   | Identité         | Étiquette | Qualité           |
| ---------------------------------------- | ------------------------- | ---------------- | --------- | ----------------- |
| Les données manquantes sont à compléter. |                           |                  |           |                   |
| avant 1995                               | 2008                      | Jacques Martin   | PS        |                   |
| mars 2008                                | En cours (au 2 juin 2020) | Jacques Barbecot |           | Réélu en mai 2020 |

## Population et société

### Démographie
L'évolution du nombre d'habitants est connue à travers les recensements de la population effectués dans la commune depuis 1881. Pour les communes de moins de 10 000 habitants, une enquête de recensement portant sur toute la population est réalisée tous les cinq ans, les populations de référence des années intermédiaires étant quant à elles estimées par interpolation ou extrapolation. Pour la commune, le premier recensement exhaustif entrant dans le cadre du nouveau dispositif a été réalisé en 2008.

En 2022, la commune comptait 409 habitants, en évolution de +0,74 % par rapport à 2016 (Puy-de-Dôme : +2,1 %, France hors Mayotte : +2,11 %).
| 1881 | 1886 | 1891 | 1896 | 1901 | 1906 | 1911 | 1921 | 1926 |
| ---- | ---- | ---- | ---- | ---- | ---- | ---- | ---- | ---- |
| 638  | 603  | 650  | 635  | 719  | 705  | 698  | 506  | 503  |

| 1931 | 1936 | 1946 | 1954 | 1962 | 1968 | 1975 | 1982 | 1990 |
| ---- | ---- | ---- | ---- | ---- | ---- | ---- | ---- | ---- |
| 467  | 433  | 371  | 394  | 388  | 361  | 312  | 293  | 307  |

| 1999 | 2006 | 2008 | 2013 | 2018 | 2022 | - | - | - |
| ---- | ---- | ---- | ---- | ---- | ---- | - | - | - |
| 308  | 349  | 361  | 397  | 406  | 409  | - | - | - |

### Enseignement
Pulvérières dépend de l'académie de Clermont-Ferrand. Elle gère une école élémentaire publique.
Hors dérogations, les élèves poursuivent leur scolarité au collège des Ancizes puis dans les lycées de Riom (Virlogeux pour les filières générales et STMG ou Pierre-Joël-Bonté pour la filière STI2D).

## Culture locale et patrimoine

### Lieux et monuments
Présence au village de Lespinasse, au sud-est du bourg, à la limite de la zone boisée de la chaîne des Puys (puy de Tressous (985 m), du premier maquis d'Auvergne, au cours de la Seconde Guerre mondiale, créé par Émile Coulaudon. Une plaque rend aujourd'hui hommage aux résistants tués par les Allemands en ce lieu le 1er mars 1944.

### Personnalités liées à la commune
- Gabriel Montpied (1903-1991) : maire de Clermont-Ferrand de 1944 à 1973.

## Pour approfondir